# Lee Ingleby
Lee David Ingleby (Burnley, Lancaster, 28 januari 1976) is een Brits film-, televisie- en toneelacteur. 
Hij is waarschijnlijk het best bekend door zijn rol als Stan Shunpike in Harry Potter and the Prisoner of Azkaban, maar hij heeft vele optredens gedaan in Britse tv-producties en komedies in de afgelopen jaren. Deze omvatten een leidende rol als Sean O'Neill in Jimmy McGoverns The Street, en een rol in de tweede reeks van Early Doors als Mels vriendje, Dean. Daarnaast speelde hij een belangrijke rol in de laatste aflevering van de reeks Life on Mars. Hij is nu vooral bekend door zijn rol als brigadier John Bacchus in de politieserie Inspector George Gently naast Martin Shaw. In 2016 speelt hij als Slade in de televisieserie The Five.
In 2015 sprak Ingleby narratieve tekst in op het progrock-album Please Come Home dat de Britse muzikant John Mitchell (lid van It Bites) uitbracht onder de projectnaam Lonely Robot.

## Filmografie
- Ever After (als Gustave), 1998
- Borstal Boy (als Dale), 2000
- Cracks in the Ceiling (als 'Lad'), 2001
- Master and Commander: The Far Side of the World (als 'Midshipman Hollom'), 2003
- Harry Potter and the Prisoner of Azkaban (als Stan Shunpike), 2004
- Haven (als Patrick), 2004
- The Headsman (als Bernhard), 2005
- The Last Legion (als Germanus), 2007
- Post-It Love (als Boy), 2008
- Doghouse (als Matt), 2009

### Televisie
- Soldier Soldier (als Kevin Fitzpatrick), 1997
- Killer Net (als Gordon), 1998
- In the Red (als Paul), 1998
- The Bill (als Ian in de episode 'Puzzled'), 1998
- Cadfael (als Walter), 1998
- Junk (als Rob), 1999
- The Dark Room (als Bobby Franklyn), 1999
- Dalziel and Pascoe (als Kieron Cumming in de episode 'The British Grenadier'), 1999
- Jonathan Creek (als David Spratley in de episode 'The Three Gamblers'), 2000
- Nature Boy (als David), 2000
- Spaced (als 'Romford Thug Leader' in de episode 'Gone'), 2001
- The Life and Adventures of Nicholas Nickleby (als Smike), 2001
- Impact (als Peter Stamford), 2002
- Clocking Off (als Steven Dugdale), 2002
- Fat Friends (als Craig in de episode 'Sweet and Sour'), 2002
- No Angels (als Carl Jenkins), 2004
- Blue Murder (als Roger Boersma in de episode  'Up In Smoke'), 2004
- Early Doors (als Dean), 2004
- Hustle (als Trevor Speed) in de episode  'The Lesson'), 2005
- Coming Up (als Gabriel in de episode 'Karma Cowboys'), 2005
- Life on Mars (als Vic Tyler), 2006
- The Street (als Sean O'Neill), 2006
- The Wind in the Willows (als Mole), 2006
- George Gently (als Detective Sergeant John Bacchus), 2007 — 2017
- The Worst Journey in the World (als Birdie Bowers), 2007
- Rapunzel (als Jimmy Stojkovic), 2008
- A Place of Execution (als DI George Bennett), 2008
- Miss Marple (als Colin Hards), 2008
- Crooked House (als Ben) (2008)
- Being Human (als Edgar Wyndam), 2010
- Our Zoo (als George Mottershead), 2014
- The Five (als Slade), 2016
- Innocent (als David Collins), 2018
- The A Word (als Paul Hughes), 2016 — 2020
- Criminal: UK (als Tony Myerscough), 2019 — 2020